# Euphorbia piscatoria
Euphorbia piscatoria — вид рослин з родини молочайні (Euphorbiaceae), ендемік Мадейри.

## Опис
Цей вид є сукулентним чагарником висотою до 4 м.

## Поширення
Ендемік Мадейри (о. Мадейра, Дезерташ, Порту-Санту).
Цей вид панує у вторинній рослинності, що зростає після порушення лісів Olea.

## Загрози та охорона
Основними загрозами виду є руйнування та фрагментація середовища проживання головним чином завдяки сільському господарству. Зараз існує загроза збільшення будівництва. Цей вид також загрожує конкуренцією від інвазивних видів (Cardiospermum і Arundo) і вогнем, хоча це не є поширеним явищем.
Цей вид знайдений у 22 ботанічних садах по всьому світу. Ареал частково входить до складу Природного парку Мадейри. Цей вид включений до Додатку II CITES.